# Messner
Messner  je priimek v Sloveniji in tujini. Po podatkih Statističnega urada Republike Slovenije je na dan 1. januarja 2010 v Slovenjiji uporabljalo ta priimek 17 oseb.

## Znani slovenski nosilci priimka
- Janko Messner (1921–2011), pisatelj, pesnik, dramatik, esejist, publicist in prevajalec
- Mirko Messner (*1948), politik in slavist

## Znani tuji nosilci priimka
- Günther Messner (1946—1970), južnotirolski alpinist, brat Reinholda Messnerja
- Reinhold Messner (*1944), južnotirolski alpinist
- Zbigniew Messner (1929—2014), poljski ekonomist in politik (predsednik poljske vlade 1985-88)